# Kapunda (Australien)
Kapunda ist eine australische Stadt mit etwa 2.600 Einwohnern, die 79 Kilometer von Adelaide entfernt in South Australia am Light River liegt. Der Stadtname lehnt sich an die lokalen Aborigines an, die eine Quelle im Stadtgebiet cappie oonda nannten. Gegründet wurde die Stadt 1842 nach der Entdeckung eines reichhaltigen Kupfervorkommens. Kapunda wird auch als älteste Bergbaustadt Australiens bezeichnet.

## Geschichte
Kupfererz wurde in Kapunda von 1842 bis 1878 abgebaut. Die erzhaltige Ader mit einem Kupfergehalt von 22,5 Prozent war eines der reichhaltigsten Vorkommen, das je auf der Erde gefunden wurde. Ursprünglich wurde das Erz mit Schaufel und Spitzhacke abgebaut und mit Ochsengespannen nach Port Adelaide transportiert, wo es nach Swansea in Wales verschifft und dort verhüttet wurde. Der Ochsen-Transport von zwei Tonnen Erz zu den Schiffen dauerte etwa sechs Tage. 1850 wurden 100 Tonnen Erz im Monat abgebaut. Durch den Kupferabbau entwickelte sich die Stadt und um 1851 lebten etwa 2000 Menschen dort. In dieser Zeit wurde das Erz nicht mehr verschifft, sondern Kupfer vor Ort in Schmelzhütten, die in Deutschland hergestellt worden waren, produziert. 1852 wurde in Victoria bei Bendigo und Ballarat Gold gefunden. Dies führte dazu, dass viele Arbeiter weiterzogen und das Bergwerk verwaiste. Erst nach drei Jahren kehrten die Bergleute zurück und ab 1857 normalisierte sich der Bergwerksbetrieb.
Der Kupferabbau endete 1878 und die Bergbauausrüstung wurde im folgenden Jahr verkauft. Die reichhaltige Kupferader war erschöpft, hinzu kam die Entdeckung einer Kupferlagerstätte bei Burra mit einem vier Mal größeren Vorkommen. Der Bergbau in Kapunda wurde zwar bis 1912 weiter betrieben, allerdings mit geringen Abbaumengen. In dem Bergwerk wurden insgesamt 12.800 Tonnen Kupfer abgebaut.

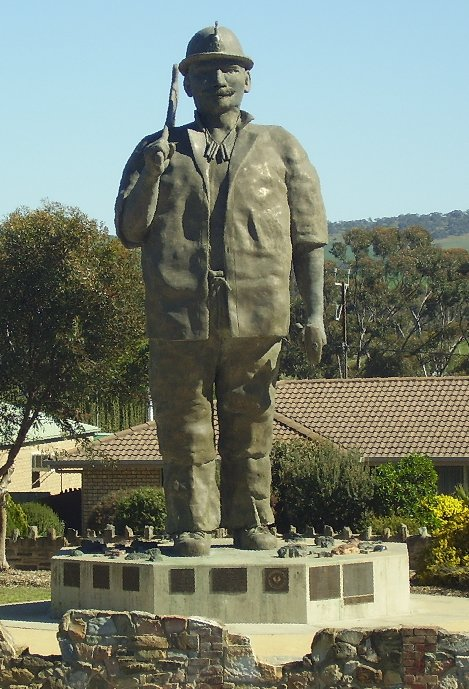
Die 8 Meter hohe Statue des Map Kernow

Der Kupferabbau zog Menschen aus Wales, Irland und Deutschland an. Die Bergleute und die in der Verhüttung tätigen Arbeiter kamen aus England. Die deutschen Einwanderer schlugen das Holz zum Befeuern der Schmelzhütte und ihre Frauen stellten landwirtschaftliche Produkte her und brachten sie auf den Markt. An die Bergleute erinnert heute eine acht Meter hohe Statue, die Map Kernow genannt wird. Der Name bedeutet im kornischen Dialekt Son of Cornwall. Enthüllt wurde die Statue am 5. Juni 1988.
Nahe an der Stadt gibt es ein Vorkommen von Marmor, den Kapunda Marble,  mit dunkelblauer bis weißer Textur. Aus diesem Marmor ist das Parliament House in Adelaide erbaut worden.
Kapunda ist bekannt für seine Pferdezucht, die der sogenannte Cattle King Sir Sidney Kidman gründete. Im Ort findet jährlich eine weltweit bekannte Pferdeverkaufswoche statt. Um Kapunda wird inzwischen vor allem Getreide angebaut. Der Ort ferner ist ein Zentrum des Weinhandels des naheliegenden Weinanbaus im Barossa Valley.

## Tourismus
Im Ort befindet sich, neben zahlreichen historischen Gebäuden, das Kapunda Museum. Das heutige Museumsgebäude war seit 1866 eine Kirche der Baptisten, die mit finanzieller Hilfe von George Fife Angas hergestellt und bis 1948 genutzt wurde. Bis 1960 befand sich in dem Bauwerk eine Technikerschule. Später zog das Kapunda Museum in das Gebäude, in dem die Geschichte Kapundas dargestellt ist. Es enthält auch eine Sammlung von historischen Schallplattenspielern und Motorrädern.
Die Bergbaugeschichte des Orts kann durch den Besuch des Mine Lookout und der Kupferschmelzhütte mit Kamin am aufgelassenen Kupfererz-Tagebau besichtigt werden. Auch die Cottages, in denen die Bergleute mit ihren Familien lebten, sind noch vorhanden.
Seit 1976 wird jährlich das Kapunda Celtic Music Festival abgehalten.
Im Ort gibt es Hotels, Motels, Gästehäuser, Angebote für Bed & Breakfast, Caravan Parks, Ferienhäuser und Restaurants.

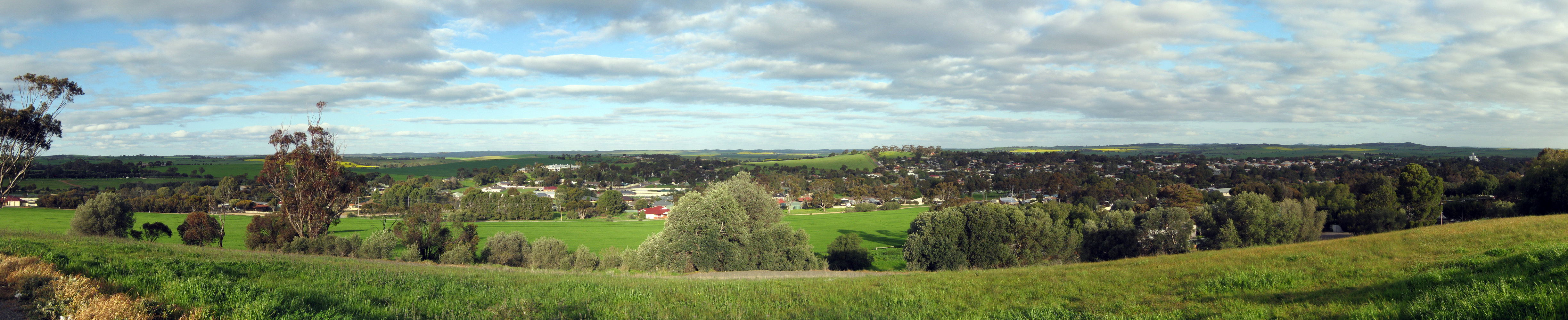
Panoramablick auf Kapunda

## Bilder

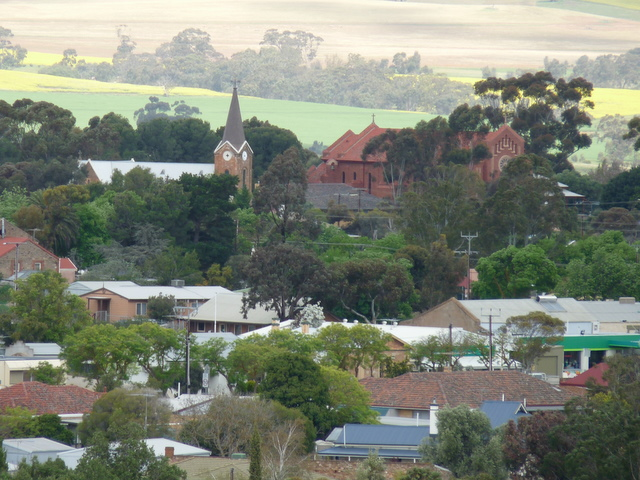
Blick auf die anglikanische und katholische Kirche vom Gundry Hill Lookout
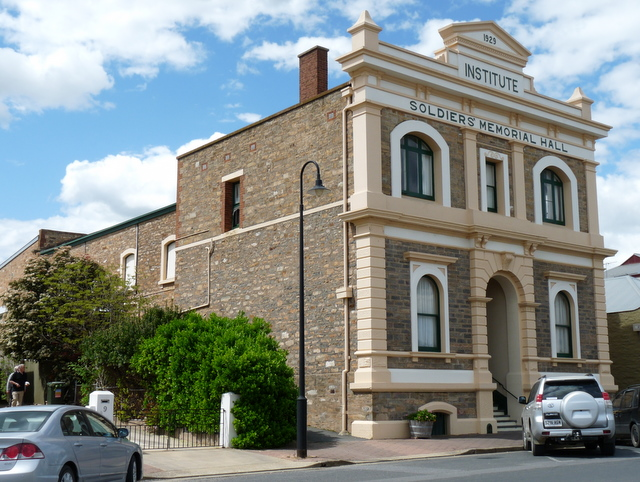
Kapunda Institut und  Soldaten-Ehrenhalle
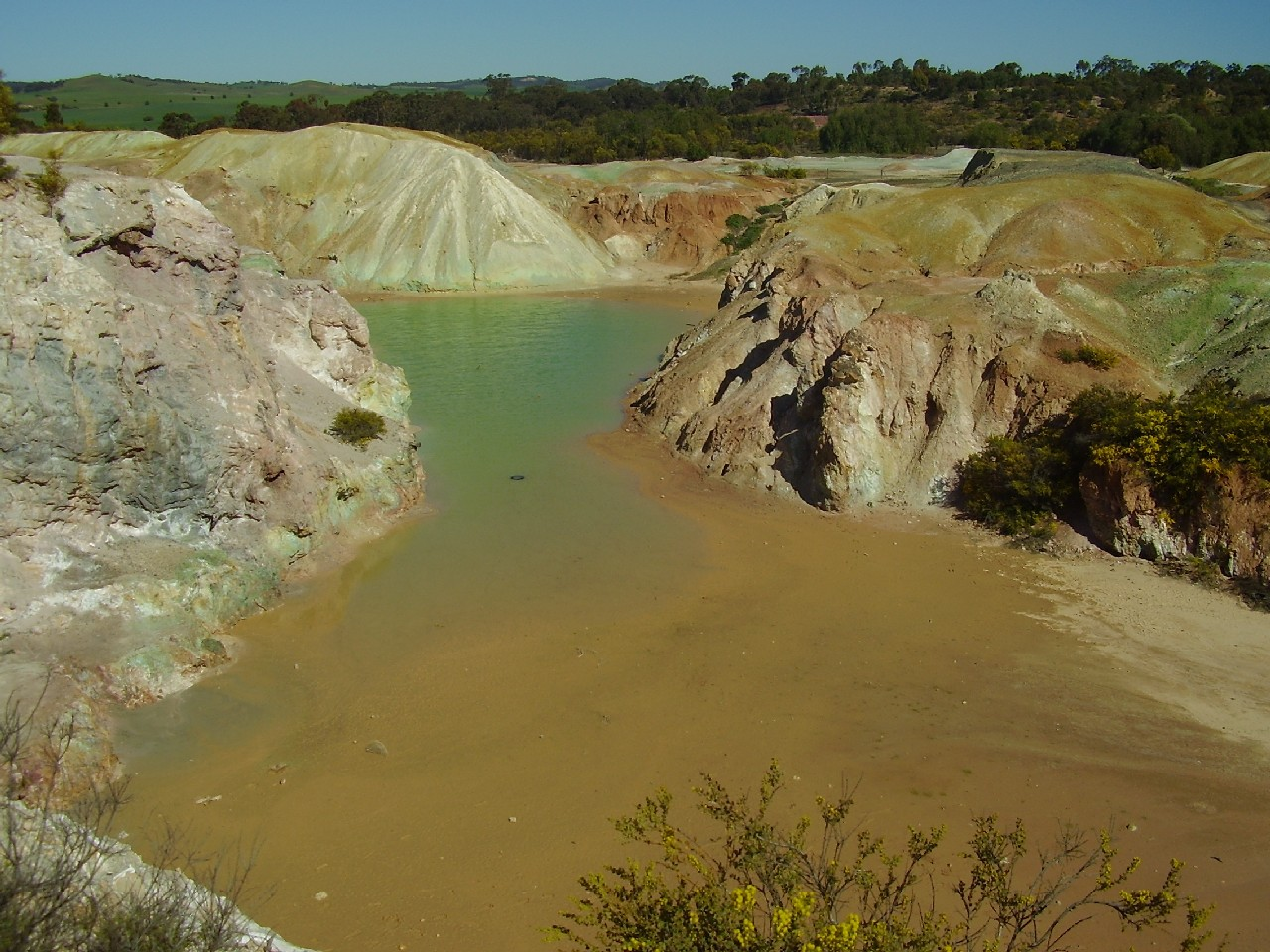
Der aufgelassene Tagebau, der ein Teil des Kapunda Museums ist

## Persönlichkeiten
- Darcie Brown (* 2003), Cricketspielerin